# Theorie des Übergangszustandes

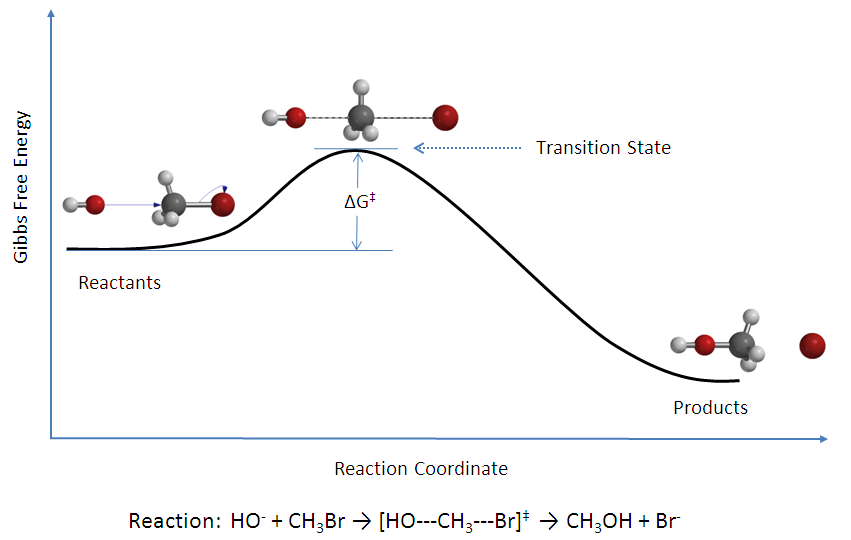
Reaktionskoordinaten-Diagramm für die Reaktion zwischen Brommethan und dem Hydroxidanion

Die Theorie des Übergangszustandes (englisch Transition state theory, TST), auch Eyring-Theorie genannt (nach Henry Eyring, 1901–1981), ist eine molekulare Theorie zur Reaktionskinetik. Sie wurde hergeleitet unter Berücksichtigung molekularer Größen, der Zustandssummen, und ermöglicht die Bestimmung der absoluten Geschwindigkeitskonstanten einer chemischen Elementarreaktion. Diese kann dann in einem Geschwindigkeitsgesetz verwendet werden. Zu den Begründern der Theorie zählen neben Eyring in Princeton Eugene Paul Wigner sowie Michael Polanyi und Meredith Gwynne Evans in England. Die TST erklärt unter anderem den Mechanismus der Katalyse: durch eine Erniedrigung der Potentialbarriere wird die Geschwindigkeitskonstante erhöht.

## Grundprinzip
Die Edukte sind von den Produkten durch einen Potentialwall (Aktivierungsbarriere) getrennt, der einen Sattelpunkt auf der Potentialhyperfläche darstellt. Nach David Chandler handelt es sich um die Potentialhyperfläche eines thermodynamischen Potentials wie der Helmholtz-Energie. Die Reaktion der Edukte über den Übergangszustand zu den Produkten verläuft entlang einer Trajektorie (siehe dazu auch Phasenraumanalyse) der Reaktionskoordinate (Weg zwischen den Edukten und Produkten mit jeweils minimaler Änderung der potentiellen Energie). Der Punkt höchster potentieller Energie auf dieser Reaktionskoordinate ist der Übergangszustand. Der Begriff Aktivierter Komplex bezeichnet die Anordnung der Teilchen im Übergangszustand (es handelt sich nicht um einen Komplex im Sinne des Artikels Komplexchemie).
Kramers Theorie zur Reaktionskinetik erweitert die TST.
Die wichtigsten Annahmen, die der TST zugrunde liegen, sind:
- Separation von Kern- und Elektronenbewegung, analog zur Born-Oppenheimer-Näherung
- Die Wahrscheinlichkeitsdichte der Energiezustände der Edukte lässt sich durch eine Boltzmann-Verteilung beschreiben.
- Im Übergangszustand kann die Bewegung entlang der Reaktionskoordinate von anderen Bewegungen separiert und klassisch als Translation behandelt werden.
- Der Übergangszustand steht mit den Edukten in einem Gleichgewicht. (Quasi-Gleichgewichts-Hypothese)
- Nur Edukte reagieren zu Produkten, nicht umgekehrt (Einbahnstraßenverkehr).

## Eyring-Gleichung
Als Ergebnis der TST ergibt sich die Eyring-Gleichung. Diese postuliert, dass bei einer gegebenen Temperatur {\displaystyle T} die Geschwindigkeitskonstante {\displaystyle k} einer betrachteten chemischen Reaktion proportional zu einer Gleichgewichtskonstante {\displaystyle K^{\ddagger }} ist, die ein durch die TST postuliertes Gleichgewicht zwischen den Ausgangsstoffen und dem aktivierten Komplex charakterisiert:   
{\displaystyle k=\kappa \cdot {\frac {k_{\text{B}}\cdot T}{h}}\cdot K^{\ddagger }}
Der Proportionalitätsfaktor {\displaystyle \kappa \cdot k_{\mathrm {B} }\cdot T/h} enthält neben der Boltzmann-Konstante {\displaystyle k_{\text{B}}} und der Planck-Konstante {\displaystyle h} einen sogenannten Transmissionskoeffizient {\displaystyle \kappa }. Dieser steht in keinem Zusammenhang mit der optischen Größe Transmission,  sondern repräsentiert die Wahrscheinlichkeit, dass nach der Überwindung der Potentialbarriere aus dem aktivierten Komplex die Reaktionsprodukte entstehen (in der Terminologie der Originalveröffentlichungen transmittieren Ausgangsstoffe die Potentialbarriere oder werden an dieser reflektiert). Der Transmissionskoeffizient {\displaystyle \kappa } wird häufig gleich eins gesetzt. Der Wert von {\displaystyle \kappa } würde kleiner eins sein, wenn das reagierende System nach dem Überwinden der Potentialbarriere, die Ausgangsstoffe und Produkte trennt, wieder die Ausgangsstoffe bildet. Derartige Reaktionsereignisse würden jedoch die Annahme verletzen, dass zwischen Ausgangsstoffen und aktiviertem Komplex ein Gleichgewicht besteht. Werte von {\displaystyle \kappa } größer eins würden implizieren, dass der Potentialwall, der Ausgangsstoffe und Produkte trennt, auf anderen Wegen als über den aktivierten Komplex überwunden oder untertunnelt werden kann.
Der Zusammenhang zwischen der thermodynamischen Gleichgewichtskonstante {\displaystyle K_{\mathrm {eq} }} und der molaren freien Reaktionsenthalpie {\displaystyle \Delta _{R}G} einer betrachteten Reaktion ist mit {\displaystyle R} als molarer Gaskonstante
{\displaystyle K_{\mathrm {eq} }=e^{-{\frac {\Delta _{R}G}{R\cdot T}}}}
beziehungsweise 
{\displaystyle \Delta _{R}G=-R\cdot T\cdot \ln K_{\mathrm {eq} }}.
Die TST-Theorie postuliert einen analogen Zusammenhang zwischen {\displaystyle K^{\ddagger }} und einer freien Aktivierungsenthalpie {\displaystyle \Delta G^{\ddagger }} (die hier keine molare Größe sein, sondern eine einzelne molekulare Elementarreaktion beschreiben soll). {\displaystyle \Delta G^{\ddagger }} ist die Differenz der freien Enthalpien des Übergangszustandes und des Ausgangszustandes. Man erhält 
{\displaystyle \Delta G^{\ddagger }=-k_{\mathrm {B} }\cdot T\cdot \ln K^{\ddagger }}
beziehungsweise
{\displaystyle K^{\ddagger }=e^{-{\frac {\Delta G^{\ddagger }}{k_{\mathrm {B} }\cdot T}}}}.
Entsprechend ergibt sich der Zusammenhang zwischen der Geschwindigkeitskonstante {\displaystyle k} und {\displaystyle \Delta G^{\ddagger }}:
{\displaystyle k=\kappa \cdot {\frac {k_{\text{B}}\cdot T}{h}}\cdot e^{-{\frac {\Delta G^{\ddagger }}{k_{\mathrm {B} }\cdot T}}}}
{\displaystyle \Delta G^{\ddagger }} sollte nicht mit der in der Arrhenius-Gleichung auftretenden Aktivierungsenergie {\displaystyle E_{\mathrm {A} }} gleichgesetzt werden. Während {\displaystyle \Delta G^{\ddagger }} die Aktivierungsbarriere eines einzelnen molekularen Reaktionsereignisses in Form einer Elementarreaktion beschreibt, ist {\displaystyle E_{\mathrm {A} }} die phänomenologisch ermittelbare Aktivierungsbarriere von Bruttoreaktionen, die ein komplexes Zusammenspiel mehrerer Elementarreaktionen umfassen können.

## Herleitung
Die Herleitung erfolgt für eine Beispielreaktion, in der die Edukte {\displaystyle A} und {\displaystyle B} zum Produkt {\displaystyle P} reagieren. Als Zwischenstufe wird der Übergangszustand {\displaystyle C^{\ddagger }} definiert.
{\displaystyle \mathrm {A+B\ \rightleftharpoons \ C^{\ddagger }\ \rightarrow \ P} }
Die Reaktionsgeschwindigkeit wird als Produktbildungsgeschwindigkeit definiert,
{\displaystyle {\frac {\mathrm {d} \mathrm {[P]} }{\mathrm {d} t}}=k^{\ddagger }\cdot \mathrm {[C^{\ddagger }]} }
wobei die relative Aktivität des Übergangszustandes {\displaystyle \mathrm {[C^{\ddagger }]} } durch die Gleichgewichtskonstante des vorgelagerten Gleichgewichtes (gemäß dem Reaktionsquotienten)
{\displaystyle K^{\ddagger }=\mathrm {\frac {[C^{\ddagger }]}{[A]\cdot [B]}} =\exp(-\Delta {G^{\ddagger }}^{\circ }/(k_{\mathrm {B} }T))}
und die Konzentrationen von A und B ersetzt wird. Es ergibt sich:
{\displaystyle {\frac {\mathrm {d} \mathrm {[P]} }{\mathrm {d} t}}=k^{\ddagger }\cdot K^{\ddagger }\mathrm {\cdot [A]\cdot [B]} }
Man fasst zusammen und bezieht die Produktbildungsgeschwindigkeit auf die Edukte {\displaystyle \mathrm {A} } und {\displaystyle \mathrm {B} }
{\displaystyle {\frac {\mathrm {d} \mathrm {[P]} }{\mathrm {d} t}}=k\mathrm {\cdot [A]\cdot [B]} }
und erhält für die Geschwindigkeitskonstante {\displaystyle k}
{\displaystyle k=k^{\ddagger }\cdot K^{\ddagger }}
Die weitere Herleitung unterscheidet sich je nach Lehrbuch.
Es ergibt sich die oben angegebene Eyring-Gleichung.
Die Geschwindigkeitskonstante {\displaystyle k^{\ddagger }} ergibt sich als
{\displaystyle k^{\ddagger }=\kappa {\frac {k_{\mathrm {B} }\cdot T}{h}}}
wobei der Transmissionskoeffizient {\displaystyle \kappa } nicht abgeleitet wird, sondern als zusätzlicher Parameter zur Anpassung von experimentellen Ergebnissen an die berechneten eingeführt wird.
Damit gilt also:
{\displaystyle k=\kappa {\frac {k_{\mathrm {B} }\cdot T}{h}}\cdot K^{\ddagger }}.
mit {\displaystyle K^{\ddagger }=\mathrm {e} ^{-{\frac {\Delta {G^{\ddagger }}^{\circ }}{k_{\mathrm {B} }T}}}} und {\displaystyle \Delta {G^{\ddagger }}^{\circ }} der Differenz der Standard Gibbs Energie der Edukte und des Übergangszustandes.
{\displaystyle k^{\ddagger }={\frac {k_{\mathrm {B} }\cdot T}{h}}} hat bei {\displaystyle T=300\ \mathrm {K} } einen Wert von {\displaystyle 6{,}25\cdot 10^{12}\ \mathrm {s} ^{-1}} und wird als Frequenz-Faktor bezeichnet. Er liegt in der Größenordnung von Stoßfrequenzen der Moleküle in Flüssigkeiten.
Somit ergibt sich die endgültige Form:
{\displaystyle k=\kappa {\frac {k_{\mathrm {B} }\cdot T}{h}}\mathrm {e} ^{-{\frac {\Delta {G^{\ddagger }}^{\circ }}{k_{\mathrm {B} }T}}}}

## Thermodynamische Formulierung
Mit der van’t-Hoffschen Reaktionsisobare {\displaystyle \Delta G^{\ddagger \circ }=-RT\ln K^{\ddagger }} ergibt sich:
{\displaystyle k={\frac {k_{\mathrm {B} }\cdot T}{h}}\cdot \mathrm {e} ^{-{\frac {\Delta G^{\ddagger \circ }}{RT}}}}
Die Legendre-Transformation {\displaystyle \Delta G^{\ddagger \circ }=\Delta H^{\ddagger \circ }-T\cdot \Delta S^{\ddagger \circ }} der Gibbs-Helmholtz-Gleichung erlaubt eine Darstellung als:
{\displaystyle k={\frac {k_{\mathrm {B} }\cdot T}{h}}\cdot \mathrm {e} ^{\frac {\Delta S^{\ddagger \circ }}{R}}\cdot \mathrm {e} ^{-{\frac {\Delta H^{\ddagger \circ }}{RT}}}}
Aus der Arrhenius-Gleichung {\displaystyle k=A\cdot \mathrm {e} ^{\frac {-E_{A}}{\mathrm {R} \cdot T}}} ergibt sich eine formale Definition für die Aktivierungsenergie {\displaystyle E_{A}}:
{\displaystyle {\frac {d(\ln k)}{dT}}\equiv {\frac {E_{A}}{RT^{2}}}}
Analog lässt sich die Eyring-Gleichung unter Berücksichtigung der van’t-Hoffschen Reaktionsisobare {\displaystyle \left({\frac {d\ln k}{dT}}\right)_{P}={\frac {\Delta H}{RT^{2}}}} umschreiben:
{\displaystyle {\frac {d(\ln k)}{dT}}={\frac {1}{T}}+{\frac {\Delta E^{\ddagger \circ }}{RT^{2}}}}
Daraus folgt mit der Definition der Enthalpie {\displaystyle H=E+PV} (bei konstantem Druck):
{\displaystyle E_{A}=RT+\Delta E^{\ddagger \circ }=\Delta H^{\ddagger \circ }+RT-P(\Delta V^{\ddagger \circ })}
Für unimolekulare Reaktionen ist {\displaystyle \Delta V^{\ddagger \circ }=0} und für Reaktionen in Lösungen und kondensierter Materie näherungsweise Null:
{\displaystyle E_{A}=\Delta H^{\ddagger \circ }+RT}
Bei idealen Gasen ergibt sich für den präexponentiellen Faktor:
{\displaystyle A=\mathrm {e} ^{-(\Delta n^{\ddagger }-1)}{\frac {k_{\mathrm {B} }T}{h}}\mathrm {e} ^{\frac {\Delta S^{\ddagger \circ }}{R}}}

## Kritik
- Die TST basiert auf der klassischen Mechanik. Bei Reaktionen sehr leichter Spezies, zum Beispiel Wasserstoff- oder Deuterium-Atome, treten Tunneleffekte auf, für deren Beschreibung eine quantenmechanische TST nötig wäre. Dieses Problem wurde bisher noch nicht zufriedenstellend gelöst.
- Nur wenn die Bewegung auf der Potentialhyperfläche eine eindimensionale Bewegung entlang der Reaktionskoordinaten ist, ist die Annahme gerechtfertigt, dass die Bewegung entlang der Reaktionskoordinaten separiert werden kann von den anderen Freiheitsgraden. Diese Annahme ist aber für die Herleitung der Eyring-Gleichung nötig.
- Für höhere Temperaturen sind anharmonische Korrekturen des Potentials am Sattelpunkt nötig.